# Gra wojenna
Gra wojenna – najwyższa forma ćwiczeń prowadzonych na szczeblu strategicznym i szczeblach operacyjnych dowodzenia siłami zbrojnymi. W zależności od rozpatrywanej problematyki, w ćwiczeniach tych powinni brać udział przedstawiciele administracji państwowej (centralnej, terenowej) i samorządowej, a także organa (grupy operacyjne) zarządzania kryzysowego i kierowania pozamilitarnymi ogniwami obronnymi państwa.

## Charakterystyka gry wojennej
Gry wojenne mogą trwać kilka dni, w ciągu których jest dopuszczalne rozpatrywanie kilku sytuacji dynamicznych, zmuszających szkolonych do wypracowania i podjęcia nowych decyzji. W ostatnim etapie ćwiczenia należy dążyć do stworzenia takiej sytuacji, która będzie wymagać zmian w sposobie działania szkolonych lub przejścia do innego rodzaju działań wraz z powzięciem nowych decyzji.
Celowe jest, by gry wojenne kończyły się podróżami wojskowo-geograficznymi do rejonów rozgrywanych działań.
- Cel

rozwiązywanie problemów dotyczących tworzenia i zapewnienia możliwości wykonywania zadań wynikających z miejsca i roli sił zbrojnych w systemie obronnym państwa i wypełnienia misji, zobowiązań sojuszniczych oraz uczestnictwa w sojuszniczych i koalicyjnych operacjach na rzecz międzynarodowego pokoju i stabilizacji, a także doskonalenie funkcjonowania systemu dowodzenia siłami zbrojnymi w okresie pokoju, kryzysu i wojny. Wypracowywanie efektywnych form i metod współdziałania pomiędzy siłami zbrojnymi a administracją państwową i samorządową oraz elementami systemu obronnego państwa.
- Istota

poszukiwanie, wypracowywanie lub definiowanie racjonalnych rozwiązań oraz form i metod realizacji grupy problemów (zadań, misji, zdolności) będących przedmiotem (treścią) rozważań, a także określenie środków i zakresu przedsięwzięć jakie powinny być zrealizowane dla osiągnięcia założonych celów.
- Treść

zagadnienia obejmujące swoim zasięgiem przedmiotowym problematykę rozwijania zdolności operacyjnych sił zbrojnych z uwzględnieniem koncepcji wspólnej obrony, współpracy koalicyjnej, rozwijania zdolności do działania poza granicami kraju, zwiększania potencjału obronnego i wspierania działań pozamilitarnych na obszarze kraju, a także weryfikacji założeń strategii, sztuki operacyjnej i taktyki.
- Przebieg:

gry wojenne z reguły należy rozpoczynać od postawienia ćwiczącym zadania do zajęcia określonych miejsc pracy. Po ich zajęciu oraz zameldowaniu gotowości do działania kierownik ćwiczenia lub sztab kierownictwa, występujący w roli przełożonego (dowództwa lub sztabu szczebla nadrzędnego), powinien wręczyć ćwiczącym sytuację wyjściową na pierwszy dzień ćwiczenia, jeśli nie dokonano tego wcześniej, oraz przekazać zadania w formie dyrektywy lub rozkazu operacyjnego i zarządzeń dla rodzajów wojsk i logistyki. W sytuacji wyjściowej należy określić ćwiczącym pracę do wykonania, w tym termin złożenia meldunku decyzji (zamiaru), organizacji dowodzenia, współdziałania, itp.

## Podział gier wojennych
1. Podział ze względu na poziom dowodzenia:
- strategiczna gra wojenna

to forma szkolenia organów dowodzenia poziomu strategicznego (MON, SG WP, centralne i terenowe organa administracji państwowej oraz centralne i terenowe organa zarządzania i kierowania ogniwami pozamilitarnymi). Celem gry jest rozwiązywanie problemów dotyczących: struktur organizacyjnych sił zbrojnych, funkcjonowania organów dowodzenia siłami zbrojnymi, przygotowania i wyposażenia sił zbrojnych do wykonywania zadań strategicznych i operacyjno-taktycznych, użycia rodzajów wojsk, weryfikacji niektórych założeń strategii. Ćwiczące zespoły to jednolite organy dowodzenia sił zbrojnych. Powinni uczestniczyć w nich przedstawiciele organów administracji państwowej, terenowej oraz ogniw kierowania układem sił pozamilitarnych. W skład kierownictwa ćwiczenia powinny wchodzić niezależne grupy problemowe.
- operacyjna gra wojenna

służy do szkolenia etatowych dowództw poziomu operacyjnego, często w realnych warunkach terenowych z wykorzystaniem etatowych środków dowodzenia. Jej celem jest pogłębienie, utrwalenie umiejętności i nawyków działania zespołowego, które składa się na działanie, współpracę, współdziałanie dowództw poziomu operacyjnego na rzecz racjonalnego dowodzenia podległymi elementami ugrupowania operacyjnego w zmieniającej się sytuacji operacyjno-taktycznej. Istota gry operacyjnej polega na tym, że ćwiczące dowództwa, stanowiąc etatowe organy dowodzenia i zabezpieczenia działań na tle przyjętej sytuacji operacyjno-taktycznej rozwiązują problemy pola walki, podejmują własne decyzje i zamiary działania, które są odpowiedzią, reakcją na działanie strony przeciwnej. Treścią gier operacyjnych jest poszukiwanie sposobów walki z przeciwnikiem oraz rozpatrywanie wariantów użycia wojsk. Dla urealnienia działania dowództw, sprawdzenia realności podjętych decyzji i  kalkulacji taktyczno-operacyjnych mogą być wykorzystane wojska, w pełnym lub ograniczonym składzie oraz pododdziały pozoracji.
2. Gry wojenne mogą być prowadzone:
- w miejscach stałej dyslokacji
- w warunkach polowych

Jeżeli gry wojenne są prowadzone w miejscu stałej dyslokacji, do zorganizowania systemu łączności należy wykorzystać system stacjonarny (garnizonowy).
W terenie powinien być rozwinięty polowy system łączności na bazie niezbędnych środków zapewniających łączność kierownictwa z dowództwami (sztabami) ćwiczących stron.
W terenie ćwiczące sztaby powinny wychodzić z etatowymi środkami łączności i transportu lub ich częścią (zazwyczaj w ramach realizacji zadań osiągania wyższych stanów gotowości bojowej). W wypadku prowadzenia gier wojennych w terenie należy odpowiednio wcześniej przeprowadzić rekonesans rejonów planowanego rozwinięcia ćwiczących dowództw (sztabów).
3. Gry wojenne mogą być prowadzone jako:
- jednostronne
- dwustronne
- wielostronne

4. Mogą być
- jednoszczeblowe
- dwuszczeblowe
- wieloszczeblowe

W jednostronnych dwu i wieloszczeblowych grach wojennych podwładni powinni otrzymać zadania w czasie astronomicznym – w formie dyrektyw, rozkazów i zarządzeń. Sztab nadrzędny powinien kierować pracą podległych dowództw w sposób ciągły. Kierownictwo powinno skupić uwagę na obiegu informacji, a rozwiązywane przez wszystkie ćwiczące szczeble dowodzenia problemy ocenić z jednakową wnikliwością i rzetelnością.
W dwustronnych i wielostronnych grach wojennych praca dowództw i sztabów powinna przebiegać podobnie, z tym, że jedna ze stron występuje jako przeciwna. Dokumenty do rozpoczęcia gry (sytuacja wyjściowa, dokumenty dyrektywne) należy wręczyć stronom jednocześnie lub w różnym czasie – w zależności od tematu i celów szkoleniowych. Podjęte decyzje przez ćwiczących, kierownictwo powinno oceniać metodą „konfrontacji” (jednoczesnego porównania przyjętych rozwiązań).